# Улица Зайцева (Казань)
Улица Зайцева (тат. Зайцев урамы, Zaytsef uramı) — улица в историческом районе Ново-Татарская слобода Вахитовского района Казани. Названа в честь советского партийного деятеля Владимира Зайцева (1885-1967).

## География
Начинаясь от улицы Камиля Якуба, заканчивается, не доходя до улицы Портовой.
Пересекается со следующими улицами:
- улица Камиля Якуба
- улица Мазита Гафури
- улица Меховщиков

Ближайшие параллельные улицы: Девятаева и Дулата Али.

## История
Улица возникла не позднее 1-й половины XIX века. До революции носила название 1-я Поперечная, 1-я Поперечно-Симбирская или 1-й Поперечно-Мало-Симбирский переулок  и относилась к 5-й полицейской части г. Казани.
2 ноября 1927 года протоколом комиссии по наименованию улиц при Казгорсовете улице была переименована в улицу Тагирова, однако 15 декабря того же года переименование было отменено президиумом Казгорсовета. Не позднее 1929 года переименована в улицу Урал. 24 января 1967 года получила современное название.
На 1939 год на улице имелось около 40 домовладений: №№ 1/12–35/1 по нечётной стороне и №№ 2/10–36/3 по чётной.
В первые годы советской власти административно относилась к 5-й части города; после введения в городе административных районов относилась к Сталинскому (с 1956 года Приволжскому, 1935–1973), Бауманскому (1973–1994) и Вахитовскому (с 1994 года) районам.

## Достопримечательности
- № 4 — бывшее здание женской части медресе «Амирхания».
- № 10 — жилой дом завода «Точмаш».[20]